# Allerøds kommun
Allerøds kommun (danska: Allerød Kommune) är en kommun i Region Hovedstaden på Själland i östra Danmark. Kommunen har drygt 23 000 invånare.
Värmeperioden Allerödtid är uppkallad efter kommunen. 1797 hittades tre par praktfulla bronslurar i Brudevælte mosse.

## Administrativ historik
Allerøds kommun bildades 1970 genom en sammanslagning av kommunerna Lillerød, Blovstrød och Lynge-Uggeløse och tillhörde då Frederiksborgs amt. Vid den danska kommunreformen 2007 förblev kommunen oförändrad.

## Geografi
Alleröds kommun gränsar till Hillerøds kommun i norr, Fredensborgs kommun i nordväst, Hørsholms kommun i öster, Rudersdals kommun i sydöst, Furesø kommun i söder och Egedals och Frederikssunds kommuner i väster.
Kommunens huvudort är Lillerød och den omfattar även tätorterna Blovstrød, Lynge och Nymølle.

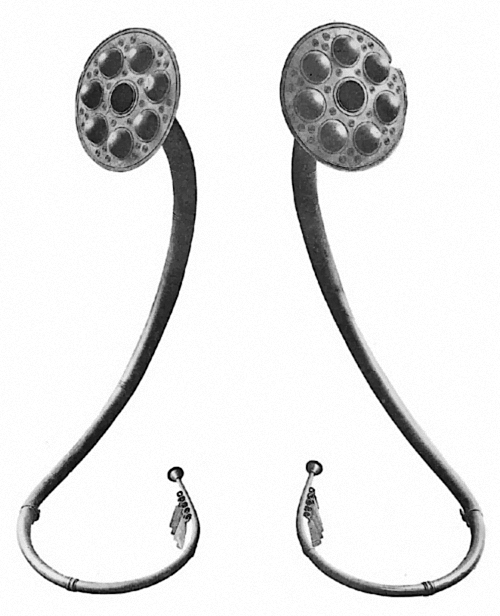
Två av bronslurarna från Brudevælte.